# Фонкуверт (Од)
Фонкуве́рт (фр. Fontcouverte) — коммуна во Франции, находится в регионе Лангедок — Руссильон. Департамент коммуны — Од. Входит в состав кантона Лезиньян-Корбьер. Округ коммуны — Нарбонна.
Код INSEE коммуны — 11148.

## Население
Население коммуны на 2008 год составляло 563 человека.
| 1962 | 1968 | 1975 | 1982 | 1990 | 1999 | 2008 |
| ---- | ---- | ---- | ---- | ---- | ---- | ---- |
| 388  | 397  | 336  | 328  | 333  | 424  | 563  |

## Экономика
В 2007 году среди 335 человек в трудоспособном возрасте (15—64 лет) 224 были экономически активными, 111 — неактивными (показатель активности — 66,9 %, в 1999 году было 66,0 %). Из 224 активных работали 202 человека (115 мужчин и 87 женщин), безработных было 22 (9 мужчин и 13 женщин). Среди 111 неактивных 22 человека были учениками или студентами, 43 — пенсионерами, 46 были неактивными по другим причинам.

## Достопримечательности
- Памятник Сен-Режи
- Фонтан на площади Революции, построенный в конце XIX века
- Колонна высотой 4,4 м со статуей женщины, символизирующей сельское хозяйство
- Гора Аларик